# Speedy Morelock 200 1966
Speedy Morelock 200 1966 var ett stockcarlopp ingående i Nascar Grand National Series (nuvarande Nascar Cup Series) som kördes 10 maj 1966 på den 0,5 mile (804,672 meter) långa ovalbanan Middle Georgia Raceway i Macon i Georgia. Totalt avverkades 100 miles (160.934 km) fördelat på 200 varv. Banunderlaget var asfalt. Loppet vanns av Richard Petty i en Plymouth på tiden 1:13.09 körande för Petty Enterprises. Pettys snitthastighet var 82,023 mph. Det var Pettys 45:e vinst av totalt 200 i karriären. Prispotten uppgick till 4 040 dollar, varav 1 000 dollar gick till segraren. Loppet är uppkallat efter Speedy Morelock (1900-1965) som var en drivande kraft bakom byggandet av Middle Georgia Raceway.

## Resultat
| Plc     | Nr | Förare          | Team/ bilägare           | Konstruktör | Start | Varv | Ledda varv |
| ------- | -- | --------------- | ------------------------ | ----------- | ----- | ---- | ---------- |
| 1       | 43 | Richard Petty   | Petty Enterprises        | Plymouth    | 1     | 200  | 0          |
| 2       | 59 | Tom Pistone     | Pistone Racing           | Ford        | 2     | 200  | 0          |
| 3       | 24 | Bobby Allison   | Betty Lilly              | Ford        | 4     | 187  | 0          |
| 4       | 48 | James Hylton    | Bud Hartje               | Dodge       | 6     | 193  | 0          |
| 5       | 86 | Neil Castles    | Buck Baker Racing        | Plymouth    | 9     | 184  | 0          |
| 6       | 06 | Johnny Wynn     | John McCarthy            | Mercury     | 11    | 184  | 0          |
| 7       | 97 | Henley Gray     | Gray Racing              | Ford        | 15    | 184  | 0          |
| 8       | 64 | Elmo Langley    | Langley-Woodfield Racing | Ford        | 5     | 184  | 0          |
| 9       | 77 | Joel Davis      | Harold Mays              | Plymouth    | 8     | 183  | 0          |
| 10      | 87 | Buck Baker      | Buck Baker Racing        | Oldsmobile  | 7     | 180  | 0          |
| 11      | 51 | Bob Derrington  | Bob Derrington           | Chevrolet   | 13    | 175  | 0          |
| 12      | 25 | Buddy Baker     | Handy Racing             | Ford        | 12    | 149  | 0          |
| 13      | 30 | Ed Jordan       | i.u.                     | Ford        | 14    | 144  | 0          |
| 14      | 16 | Darel Dieringer | Bud Moore Engineering    | Mercury     | 3     | 135  | 0          |
| 15      | 34 | Wendell Scott   | Scott Racing             | Ford        | 10    | 3    | 0          |
| Källor: |    |                 |                          |             |       |      |            |